# Antonio Marchi
Pour les articles homonymes, voir Marchi.
Antonio Marchi (né vers 1670 et mort après 1725) est un librettiste italien.

## Biographie
On en sait très peu sur Antonio Marchi. Entre 1692 et 1725 il écrivit huit livrets d'opéras  pour des théâtres vénitiens, dont certains furent mis en musique par Albinoni et Vivaldi.

## Son style
Marchi n'avait pas de grandes ambitions poétiques, mais un instinct sûr des dialogues et des situations théâtrales. Lors de ses adaptations de trames dramatiques historiques, il ne craignait pas de s'éloigner des sources.

## Ses œuvres
- La Rosalinda (1692), musique de Ziani
- Zenobia, regina de’ Palmireni (1694), musique de  Albinoni
- Zenone, imperator d’oriente (1696), musique de  Albinoni
- Radamisto (1698), musique de  Albinoni
- Demetrio e Tolomeo (1702) musique de  Pollarolo
- L’ingannatore ingannato (1710), musique de  Ruggieri
- La costanza trionfante degli amori e degli odi (1716), musique de  Vivaldi
- Alcina delusa da Ruggero (1725), musique de  Albinoni